# Histrelin
Histrelin acetate, được bán dưới tên thương hiệu Vantas và Supprelin LA trong số những loại khác, là một chất tương tự nonapeptide của hormone giải phóng gonadotropin (GnRH) có thêm hiệu lực. Khi có mặt trong máu, nó hoạt động trên các tế bào đặc biệt của tuyến yên gọi là tuyến sinh dục. Histrelin kích thích các tế bào này giải phóng hormone luteinizing và hormone kích thích nang trứng. Do đó, nó được coi là chất chủ vận hormone giải phóng gonadotropin hoặc chất chủ vận GnRH.

## Sử dụng trong y tế
Histrelin được sử dụng để điều trị ung thư tuyến tiền liệt nhạy cảm với tuyến tiền liệt ở nam giới và u xơ tử cung ở phụ nữ. Ngoài ra, histrelin đã được chứng minh là có hiệu quả cao trong điều trị dậy thì sớm ở trung ương ở trẻ em.
Nó có sẵn như là một tiêm bắp hàng ngày.
Histrelin cũng có sẵn trong cấy ghép dưới da 12 tháng (Vantas) để điều trị giảm nhẹ ung thư tuyến tiền liệt tiến triển, kể từ năm 2005 ở Mỹ và kể từ tháng 1 năm 2010 tại Anh.
Một cấy ghép dưới da 12 tháng (Supprelin LA) cho dậy thì sớm trung ương (CPP) đã được phê duyệt vào ngày 3 tháng 5 năm 2007 bởi Cục Quản lý Thực phẩm và Dược phẩm Hoa Kỳ.
Histrelin cũng là một phần của quy trình chăm sóc chính ở trẻ em / thanh thiếu niên chuyển giới và được sử dụng trong việc ngăn chặn tuổi dậy thì của cis-sex, cho đến khi bệnh nhân sẵn sàng bắt đầu điều trị nội tiết tố giới tính. Tuy nhiên, Cục Quản lý Thực phẩm và Dược phẩm Hoa Kỳ đã không chấp thuận cho mục đích này..

## Tác dụng phụ
Tác dụng phụ chủ yếu là do nồng độ testosterone thấp và bao gồm đau đầu, bốc hỏa, giảm ham muốn và rối loạn cương dương.

## Dược lý
Trong một quá trình được gọi là điều hòa giảm, sự kích thích hàng ngày của tuyến sinh dục tuyến yên làm cho chúng trở nên giải mẫn cảm với tác dụng của histrelin. Hậu quả là mức độ hormone luteinizing (LH) và hormone kích thích nang trứng (FSH) giảm sau một thời gian ngắn. Từ thời điểm đó trở đi, miễn là dùng histrelin, nồng độ LH và FSH trong máu vẫn ở mức thấp.
Việc hạ thấp nồng độ LH và FSH kéo dài này là lý do căn bản để điều trị bằng cách sử dụng chất chủ vận GnRH. Vì LH và FSH kích thích các tuyến sinh dục tạo ra estrogen và androgen ở nữ và nam tương ứng, histrelin có thể được sử dụng một cách hiệu quả để làm giảm steroid sinh dục trong máu của bệnh nhân.